# Belagerung von Freiburg (1713)
Carpi – Chiari – Cremona – Kaiserswerth – Landau (I) – Luzzara   – Santa Marta – Cádiz – Venlo – Friedlingen – Vigo – Schmidmühlen – Bonn – Krottensee – Ekeren – Höchstädt – Landau (II) – Speyerbach – Schellenberg – Gibraltar – Höchstädt – Vélez-Málaga – Landau (III) – Marbella – Cassano – Barcelona – Sendlinger Mordweihnacht – Aidenbach – Calcinato – Ramillies – Turin – Castiglione – Santa Cruz de Tenerife – Almansa – Kap Béveziers – Toulon – Lizard Point – Lille – Oudenaarde – Gent – Malplaquet – Mons – Almenar – Saragossa – Syrakus – Villaviciosa – Rio de Janeiro – Denain – Landau (IV) – Barcelona – Freiburg
Die Belagerung von Freiburg fand im Rahmen des Spanischen Erbfolgekriegs vom 22. September 1713 bis zum 17. November 1713 statt und endete mit der Übergabe der kaiserlich-habsburgischen Stadt Freiburg im Breisgau an die Franzosen.

## Ablauf
Eine Vorhut der von Marschall Claude-Louis-Hector de Villars angeführten französischen Truppen traf am 16. September 1713 vor Freiburg ein und nahm nach Eintreffen weiterer Verstärkungen am 22. September die Belagerung auf. Freiburg wurde vom habsburgischen Stadtkommandanten Ferdinand Amadeus von Harrsch verteidigt.
Die Stadt, einschließlich der auf dem Schlossberg oberhalb der Stadt gelegenen Schlossanlagen, verfügte zur damaligen Zeit über modernste, von Vauban errichtete Befestigungen. Der Stadtkommandant Harrsch hatte von seinem Oberbefehlshaber, Prinz Eugen, den Befehl erhalten, seine Stellung bis zuletzt zu verteidigen. Er hatte in Stadt und Schloss nur zwölf brauchbare Geschütze, mit denen er den Beschuss der am 10. Oktober eingetroffenen 48 Kanonen und zehn Mörser der Franzosen erwidern konnte. Er ließ zahlreiche, heftige Ausfälle unternehmen, um den Belagerungsfortschritt der Franzosen zu stören.
Als nach mehreren Wochen heftiger Kämpfe eine Erstürmung der Stadt drohte, zog Harrsch am Morgen des 1. November den Großteil seiner verbliebenen Garnison in die unteren und oberen Schlossbergbefestigungen zurück. Aus Mangel an Vorräten mussten die Verwundeten, Kranken und Offiziersfrauen der Garnison sowie die Zivilbevölkerung, in der Stadt zurückbleiben. Die Stadt war nun ohne Gegenwehr dem französischen Artilleriebombardierung ausgesetzt, während die zur Deckung des Rückzugs in der Stadt verbliebenen Soldaten sowie entflohene französische Kriegsgefangene zu Plünderungen in der Stadt übergingen. In dieser Situation ergriff der Stadtschreiber Franz Ferdinand Mayer die Initiative und pflanzte in Begleitung des Bildhauers Norbert Wüst auf einer der Bastionen im Westen der Stadt zwei weißen Fahnen auf. In der Folge konnten Vertreter der zivilen Einwohner der Stadt Verhandlungen mit dem französischen Befehlshaber Villars aufnehmen und im Laufe des Tages eine gewaltfreie Stadtübergabe sowie Sicherheit vor fortgesetzter Plünderung vereinbaren.
Harrsch hielt indessen in den Befestigungen des Schlossbergs weiterhin stand. Erst als er am 16. November einen entsprechenden Befehl Prinz Eugens erhielt, vereinbarte er eine Kapitulation gegen freien Abzug. Am Folgetag wurde ein wesentlicher Teil der Festungswerke an die Franzosen übergeben. Während die Kranken und Verwundeten der Garnison unter kaiserlicher Bedeckung in der Stadt zurückblieben, zog Harrsch mit der verbliebenen Garnison am 20. November unter höchster Respektbezeugung durch die französischen Heerführer in großer Parade mit Waffen und Munition, vier Kanonen und zwei Mörsern aus der Festung aus.

## Folgen
Nach den Kämpfen um Freiburg waren beide Parteien kriegsmüde und am 26. November 1713 begannen Friedensgespräche zwischen Villars und Prinz Eugen, die zum am 6. März 1714 geschlossenen Rastatter Frieden führten, der ergänzt durch den am 7. September 1714 unterzeichneten Frieden von Baden den Spanischen Erbfolgekrieg beendete. Alle französischen Erwerbungen wurden darin bestätigt, mit Ausnahme der rechtsrheinischen: Freiburg, Kehl und Breisach wurden an das Reich zurückgegeben.